# Vlčí kámen (přírodní památka)
Vlčí kámen je přírodní památka v sousedství pomníku posledního vlka zastřeleného na Vysočině, na západním úbočí kopce Sólo (770 m n. m.) ve Žďárských vrších, poblíž obce Lísek v okrese Žďár nad Sázavou v nadmořské výšce 750–766 metrů. Oblast spravuje AOPK ČR, RP Správa CHKO Žďárské vrchy. Důvodem ochrany je zbytek starého bukového porostu.